# Big Time Rush
|  | Per a altres significats, vegeu «Big Time Rush (grup)». |

Big Time Rush (BTR) és una sèrie de televisió del canal Nickelodeon creada pel responsable de la comèdia "Manual de supervivència escolar d'en Ned", Scott Fellows. L'estrena va tenir lloc el 18 de gener del 2010 als EUA, tot i una pre-estrena pilot que data del 28 de novembre del 2009. El pilot, d'una hora de duració, va ser interpretat com una pel·lícula pel públic a causa de la promoció feta per part de Nickelodeon.

## Sinopsi
Kendall Knight, James Diamond, Carlos Garcia i Logan Mitchell són quatre joves amics de Minnesota, amants de l'hoquei i que lluiten dia rere dia per convertir-se en les futures estrelles d'aquesta disciplina esportiva. Alhora, James, el noi més egocèntric del grup, somia en convertir-se en una estrella de Hollywood. Això farà que s'interessi en l'arribada a Minnesta del productor musical Gustavo Rocque, l'un dels més grans i que de fet es troba en plena captura de talents. James convenç els seus amics per passar el càsting amb la mala sort de no ser seleccionat. De sobte el productor de tots els seus somnis es revela com algú de bastant impacient. Vista la situació i entre l'espasa i la paret Kendall, amic seu, decideix defensar-lo amb una cançó, concretament "The Gigant Turd". Una cançó que no farà altra cosa que incentivar el productor a fer de Kendall una futura estrella, deixant d'aquesta manera de banda els seus companys. Kendall acceptarà finalment i es mudarà a Los Angeles, però amb una condició, que Gustavo accepti crear una banda de música, els membres de la qual són els seus amics. A partir d'aquí, tots s'afronten a la crua realitat, que és simplement aquella que viu qualsevol estrella del pop, sobreviure.

## Elenc
Principals actors:
- Kendall Knight, interpretat per Kendall Schmidt
- James Diamond, interpretat per James Maslow
- Carlos Garcia, interpretat per Carlos Pena
- Logan Mitchell, interpretat per Logan Henderson
- Katie Knight, interpretat per Ciara Bravo
- Kelly Wainwright, interpretat per Tanya Chisholm
- Gustavo Rocque, interpretat per Stephen Kramer Glickman

Actors secundaris:
- Erin Sanders - Camille Roberts
- Katelyn Tarver - Jo Taylor
- Challen Cates - Sra. Knight
- Denyze Tontz - Jennifer 1
- Kelli Goss - Jennifer 2
- Savannah Jayde - Jennifer 3
- David Anthony Higgins - Reginald Bitters
- Matt Riedy - Arthur Griffin
- Daran Norris - Buda Bob
- Barnett O'Hara - Guitar Dude (Guitarrista)
- Malese Jow - Lucy

## El grup
El grup signa el contracte amb la discogràfica el 2009, gràcies al qual ha aconseguit ser nominat el 2012 a la categoria "Millor Banda Internacional" als Kids Choice Awards, emportar-se el Big Nick House a Austràlia, ser confirmat per MTV com el nou grup PUSH del mes (amb l'exhibició permanent del single "Boyfriend" interpretada amb l'Snoop Doog”) i iniciar la seva primera gira el 2012 "Better With U Tour", d'on han extret el segon àlbum "Elevate".

### Membres
- Kendall Schmight (Kendall Knight a la sèrie)
- James Maslow (James Diamond a la sèrie)
- Carlos Pena (Carlos Garcia a la sèrie)
- Logan Henderson (Logan Mitchell a la sèrie)

### Premis i Nominacions
| Any  | Tipus                                   | Premi                                                             | Resultat  |  |
| ---- | --------------------------------------- | ----------------------------------------------------------------- | --------- |  |
| 2010 | Australian Kids' Choice Awards 2010     | Banda Internacional Favorita                                      | Nominat   |  |
| 2011 | 2011 Kids' Choice Awards                | Grup Favorit                                                      | Nominat   |  |
| 2011 | 2011 Kids' Choice Awards                | Programa de Televisió Favorit - Big Time Rush                     | Nominat   |  |
| 2011 | Kids Choice Awards Mèxic 2011           | Artista Internacional Favorit                                     | Guanyador |  |
| 2011 | Kids Choice Awards Mèxic 2011           | Programa de Televisió Internacional Favorit - Big Time Rush       | Guanyador |  |
| 2011 | Kid's Choice Awards Argentina           | Artista Internacional Favorit                                     | Nominat   |  |
| 2011 | Kid's Choice Awards Argentina           | Programa de Televisió Internacional Favorit - Big Time Rush       | Nominat   |  |
| 2011 | Kid's Choice Awards Argentina           | CançóFavorita - Boyfriend                                         | Guanyador |  |
| 2011 | UK Kids' Choice Awards 2011             | Programa de Televisió Internacional Favorit - Big Time Rush       | Nominat   |  |
| 2011 | UK Kids' Choice Awards 2011             | Big Nick House UK's Programa de Televisió Favorit - Big Time Rush | Nominat   |  |
| 2011 | Nickelodeon Mèxic Big Nick House        | Programa de Televisió Favorit - Big Time Rush                     | Guanyador |  |
| 2011 | MTV EMA                                 | Millor PUSH                                                       | Nominat   |  |
| 2011 | Youth Rocks Awards                      | Millor Programa de Rock/Comèdia                                   | Nominat   |  |
| 2011 | Youth Rocks Awards                      | Grup Rocker de l'Any                                              | Nominat   |  |
| 2011 | MTV Breakthrough Band of 2011           | Banda Sobresaliente de 2011                                       | Nominat   |  |
| 2012 | Kid's Choice Awards                     | Grup Musical Favorit                                              | Guanyador |  |
| 2012 | Goldenen Otto Award                     | Millor Pel·lícula de TV - Big Time Movie                          | Guanyador |  |
| 2012 | Nickelodeon Llatinoamèrica aNICKversari | Programa de Televisió Favorit                                     | Guanyador |  |
| 2012 | Teen TV Awards                          | Grup Musical Favorit                                              | Guanyador |  |
| 2012 | MTV Battle of The Boybands              | Grup Musical Favorit                                              | Nominat   |  |
| 2012 | Poptastic Awards                        | Varis                                                             | Pendent   |  |
| 2012 | Z Boyband Awards 2012                   | Best Current Boyband                                              | Nominat   |  |

### Discografia
| Any  | Detalls sobre l'àlbum                                                                   | Millor classificació | Millor classificació | Millor classificació | Millor classificació | Millor classificació | Certificacions     |
| Any  | Detalls sobre l'àlbum                                                                   | EUA                  | Àustria              | UK                   | SUI                  | ALL                  | Certificacions     |
| ---- | --------------------------------------------------------------------------------------- | -------------------- | -------------------- | -------------------- | -------------------- | -------------------- | ------------------ |
| 2010 | BTR - Sortida: 11 d'octobre del 2010 - DiscogràficaColumbia Records                     | 3                    | 12                   | 14                   | 18                   | 16                   | Vendes: 3'000'000+ |
| 2011 | Elevate - Sortida: 21 de novembre del 2011 - Discogràfica Columbia Records              | 12                   | 36                   | 72                   | 76                   | 33                   | Vendes: 1'000'000+ |
| 2012 | Big Time Movie Soundtrack - Sortida: 6 de març del 2012 - Discogràfica Columbia Records | 44                   | -                    | -                    | -                    | -                    | Vendes: -          |

## Pel·lícula
Encara que el primer pilot va ser confós per una pel·lícula, el que sí que és cert, és que degut a l'èxit del grup de música i, com és evident, de la sèrie de televisió, l'any 2012 neix "Big Time Rush: The Film" o, cosa que és el mateix, "Big Time Rush: La pel·lícula".

## Convidats
La sèrie, com pràcticament totes les sèries d'èxit, ha tingut la col·laboració de diversos famosos que han estat convidats a participar en algun capítol. És el cas de tots els noms que segueixen:
- Jordin Sparks
- Snoop Dogg: amb qui el grup BTR ha gravat un senzill
- Miranda Cosgrove
- Elizabeth Gillies
- Sammy Jay Wren
- Nicole Scherzinger
- Cher Lloyd